# Litoporus lopez
Litoporus lopez là một loài nhện trong họ Pholcidae. Loài này được phát hiện ở Colombia.